# Barolong

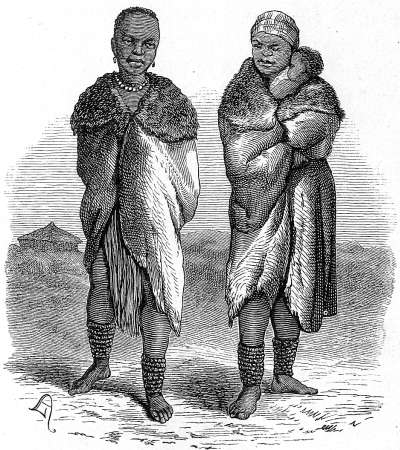
Barolongfrauen in den 1870er Jahren

Die Barolong sind eine Ethnie in Südafrika und Botswana. Ihr Totem ist ho rola (deutsch „schmieden“). Sie sind mit den Bataung verwandt, gehören zu den Batswana und sprechen Setswana.

## Geschichte
Gründer der Barolong war Morolong, der etwa um 1270 gelebt haben soll. Im frühen 19. Jahrhundert lebten sie nördlich des Flusses Vaal, etwa um das heutige Mahikeng in der Provinz Nordwest, und im angrenzenden Betschuanaland, seit 1966 Botswana. Dort lebt bis heute die Gruppe Barolong boo Ratshidi.
Im Verlauf der Mfecane floh die Gruppe Barolong boo Seleka unter ihrem Oberhaupt Moroka II. (1795–1880) zu den Basotho unter Moshoeshoe I., der sie im Westen seines Einflussbereichs siedeln ließ. Die Barolong wurden von wesleyanischen Missionaren begleitet und gründeten den Ort Thaba Nchu. Bald kam es zu Konflikten zwischen Barolong und Basotho, da Moroka sich nicht Moshoeshoe unterwerfen wollte und stattdessen mit den Führungen von Orange River Sovereignty und nachfolgend dem Oranje-Freistaat paktierte. Nachdem der britische Resident der Orange River Sovereignty, Henry Douglas Warden, die Barolong anerkannt hatte, kam es immer wieder zu Gefechten zwischen Barolong und Basotho. Nach dem Seqiti-Krieg erhielt Thaba Nchu 1868 eine Insellage im Oranje-Freistaat. 1886 annektierte dieser das Gebiet, und Tausende Barolong flohen ostwärts nach Basutoland, wo sie im Volk der Basotho aufgingen. 1913 wurden dem Gebiet Thaba Nchu im Zuge des Natives Land Act zahlreiche Batswana aus der Umgebung zwangsweise zugeordnet. Das Gebiet war 1977 bis 1994 Teil des Homelands Bophuthatswana, zu dem auch andere südafrikanische Siedlungsgebiete der Barolong gehörten. Das traditionelle Oberhaupt in Thaba Nchu ist seit 1997 Albert Moroka, der zugleich als Richter eines traditionellen Gerichts für geringfügige Rechtssachen fungiert.

## Bekannte Barolong
Sol Plaatje, geboren in Boshof bei Thaba Nchu, war 1912 Mitgründer und erster Sekretär des South African Native National Congress, dem Vorläufer des African National Congress (ANC). Auch der ANC-Präsident von 1949 bis 1952, James Sebe Moroka, ein Nachkomme Morokas II., stammte aus einem Dorf bei Thaba Nchu.